# Веґорсгей
Веґорсгей (норв. Vegårshei) — комуна Норвегії, у фюльке Агдер (давніше — в Еуст-Агдері). Адміністративний центр – село Мюра.

## Історія
Заснована 1838 року.

## Населення
Згідно з даними за 2005 рік у комуні мешкало 1 854 особи. Густота населення становила 5,2 осіб/км². За кількістю населення посідає 342-тє місце серед комун Норвегії.
| населення станом на 1 січня 2005 |        |          |       |
|                                  | жінки  | чоловіки | разом |
| ос.                              | 911    | 943      | 1854  |
| %                                | 49,14% | 50,86%   | 100%  |

| освіченість населення станом на 1 жовтня 2004 |           |         |        |          |
|                                               | початкова | середня | вища   | невідомо |
| ос.                                           | 320       | 898     | 221    | 23       |
| %                                             | 21,89%    | 61,42%  | 15,12% | 1,57%    |

## Освіта
Згідно з даними на 1 жовтня 2004 року в комуні була 1 початкова школа (норв. grunnskolar), у якій навчалися 257 учнів.